# Tista
Il fiume Tista (in bengalese: তিস্তা, Tistā; anglicizzato in Teesta), è un corso d'acqua che attraversa le regioni indiane del Sikkim e del Bengala Occidentale nella zona dell'Himalaya per poi, giunto in Bangladesh, confluire nel fiume Jamuna, il ramo principale del Brahmaputra.
Noto per il color smeraldo delle sue acque, il Tista scorre lungo un percorso tortuoso nelle vallate dell'Himalaya, che è considerato ideale per il rafting.